# Искра Михайлова (политик, р.1957)
Вижте пояснителната страница за други личности с името Искра Михайлова.
Искра Димитрова Михайлова-Копарова е български политик от ДПС, министър на околната среда и водите в кабинета Орешарски.

## Биография
Родена е на 7 септември 1957 г. в град София. От 1975 до 1977 г. завършва полувисше библиотечно образование в Държавния библиотекарски институт. От 1977 до 1980 г. учи магистратура по библиотечни и информационни технологии и услуги към Ленинградския държавен институт по културата, макар че по това време в СССР и в България няма магистратура като степен на обучение. В периода 1992-1996 г. е научен сътрудник 2 степен. Била е секретар на научната секция към Народната библиотека. През 1995-1996 г. специализира в Немския библиотечен институт и към Държавния департамент на САЩ. След това е главен експерт в министерството на културата. В периода 1998-2001 г. е главен експерт в Национална агенция „Сократ“. Между 2001 и 2005 е съветник на министъра на регионалното развитие и благоустройството. От 2005 до 2009 г. е била заместник-министър на регионалното развитие и благоустройството. Народен представител в XLI и XLII НС. От 29 май 2013 г. е министър на околната среда и водите. На изборите за Европейски парламент през 2014 е пета в листата на „ДПС“. Става евродепутат след отказа на Делян Пеевски..